# O’Brien Trophy
O'Brien Trophy to była nagroda przyznawana każdego sezonu zespołowi, który był mistrzem National Hockey Association (1909/1910-1916/1917), zwyciężył playoffs ligi National Hockey League (1917/1918-1922/1923), zdobył mistrzostwo dywizji kanadyjskiej (1927/1928-1937/1938) oraz zespołowi który przegrał walkę o Puchar Stanleya (1938/1939-1949/1950). 

## Lista zdobywców O'Brien Trophy

### Mistrz NHA
- 1909–1910 – Montreal Wanderers
- 1910–1911 – Ottawa Senators
- 1911–1912 – Quebec Bulldogs
- 1912–1913 – Quebec Bulldogs
- 1913–1914 – Toronto Blueshirts
- 1914–1915 – Ottawa Senators
- 1915–1916 – Montreal Canadiens
- 1916–1917 – Montreal Canadiens

### Zwycięzca playoffs NHL
- 1917–1918 – Toronto Arenas
- 1918-1919 – Montreal Canadiens
- 1919–1920 – Ottawa Senators
- 1920–1921 – Ottawa Senators
- 1921–1922 – Toronto St. Patricks
- 1922–1923 – Ottawa Senators

### Mistrz dywizji kanadyjskiej
- 1927–1928 – Montreal Canadiens
- 1928–1929 – Montreal Canadiens
- 1929–1930 – Montreal Maroons
- 1930–1931 – Montreal Canadiens
- 1931–1932 – Montreal Canadiens
- 1932–1933 – Toronto Maple Leafs
- 1933–1934 – Toronto Maple Leafs
- 1934–1935 – Toronto Maple Leafs
- 1935–1936 – Montreal Maroons
- 1936–1937 – Montreal Canadiens
- 1937–1938 – Toronto Maple Leafs

### Przegrany w walce o Puchar Stanleya
- 1938–1939 – Toronto Maple Leafs
- 1939–1940 – Toronto Maple Leafs
- 1940–1941 – Detroit Red Wings
- 1941–1942 – Detroit Red Wings
- 1942-1943 – Boston Bruins
- 1943–1944 – Chicago Black Hawks
- 1944–1945 – Detroit Red Wings
- 1945–1946 – Boston Bruins
- 1946–1947 – Montreal Canadiens
- 1947–1948 – Detroit Red Wings
- 1948–1949 – Detroit Red Wings
- 1949–1950 – New York Rangers